# 3887 Gerstner
3887 Gerstner је астероид главног астероидног појаса са средњом удаљеношћу од Сунца која износи 2,996 астрономских јединица (АЈ).
Апсолутна магнитуда астероида је 12,4.